# Kick it like Kurt
Kick it like Kurt ist ein Dokumentarfilm des Kreisjugendring München-Stadt in Kooperation mit dem NS-Dokumentationszentrum über Kurt Landauer aus dem Jahr 2010.

## Hintergründe
Der Film ist das Ergebnis eines Projekts von jungen Erwachsenen, die auf der Suche nach Vorbildern für ein selbstverständliches und solidarisches Zusammenwirken von jüdischen und nicht-jüdischen Münchnerinnen und Münchnern auf den jüdischen Kaufmannssohn Kurt Landauer stießen. Kurt Landauer (* 28. Juli 1884 in Planegg; † 21. Dezember 1961 in München) war langjähriger Präsident des FC Bayern München, welcher für die Nationalsozialisten daher als „Judenclub“ galt. Landauer trat 1933 von seinem Amt zurück und wurde 1938 in der Reichspogromnacht in das KZ Dachau verschleppt und emigrierte nach 33 Tagen Haft in die Schweiz. 1947 kehrte er nach München zurück und war wieder für den FC Bayern München tätig.

## Inhalt
Der Film präsentiert nicht nur die frühe Geschichte des FC Bayern, sondern zeigt vor allem die Story der solidarischen Gemeinschaft von Juden und Nichtjuden in dieser Zeit. Gegenwart und Vergangenheit treffen aufeinander und unterhalten sich: Fußballhistoriker, der Neffe Kurt Landauers Uri Siegel, Bilder und eine Comic-Szene erzählen über die Ereignisse von damals und wechseln sich ab mit Stimmen und Eindrücken der Gegenwart. Gezeigt werden unter anderem Eindrücke des jüdischen Sportvereins TSV Maccabi München, der Ultras der Schickeria München und der Initiative „Löwen-Fans gegen Rechts“. Sie alle engagieren sich gegen Rechtsextremismus und Rassismus im Stadion. 
In Erinnerung an Kurt Landauer und aus Respekt vor seinem Werk richtet der Film seinen Appell nicht nur an Fußballfans: „Kick it like Kurt“!

## Entstehungsprozess
Fast eineinhalb Jahre setzte sich das Team von Filmemachern, Fußballfans und Geschichtsinteressierten mit Kurt Landauer und den Wurzeln des FC Bayern auseinander. Dabei entstand mit Unterstützung von Gabriele Kröber ein Dokumentarfilm mit einer Länge von 53 Minuten. Basis des Films sind Interviews, historisches Material über Kurt Landauer und die frühen Jahre des FC Bayern, aber auch über die Stadt München und speziell den Stadtteil Schwabing. Das Material wurde regelmäßig vom NS-Dokumentationszentrum gesichtet und wissenschaftlich geprüft.

## Filmteam
- Regie: Nadine Filler, Avraham Bador
- Kamera: Konstantin Schlund, Britta Becker
- Schnitt: Gabriele Kröber
- Regieassistenz, Recherche: Claudia Lässig
- Kameraassistenz: Tobias Ebner
- Tonassistenz: Lucas Berón de Astrada
- Animation – Regie, Produktion: Anna-Louise Bath
- Animation – Produktion: Flin
- Animation – Compositing: Rosa Morcego
- Mitarbeit Produktion: Marilyn Huber-Grimm
- Musik: Fa. Sonoton, Ulla Hoppen
- Postproduktion: Fa. msf-film, Michael Sänger und Kollegen
- Fan-Kontakte: Barbara Baudrexl-Seitz
- Unterstützung: Jugendinformationszentrum, Michael Graber
- Produktionsleitung: Sylvia Holhut

## Finanzierung
Gefördert wurde die Produktion des Films vom Kreisjugendring München-Stadt und dem NS-Dokumentationszentrum – Lern- und Erinnerungsort zur Geschichte des Nationalsozialismus, mit Unterstützung von
- Münchner Sportjugend
- Arbeiterwohlfahrt, Kreisverband München
- Bezirksausschuss München 3 „Maxvorstadt“
- Israelitische Kultusgemeinde München und Oberbayern
- Aktion Mensch e.V. Förderprogramm „Die Gesellschafter“
- Bezirksjugendring Oberbayern

Die Produktionssumme betrug circa 47.000 Euro.

## Vorführungen, Auszeichnungen und Kritik
Die inoffizielle Premiere des Films war am 6. Juni 2010 im Jüdischen Gemeindezentrum der Israelitischen Kultusgemeinde München. Offizielle Premiere fand auf dem 26. Internationalen Dokumentarfilmfest München 2011 in der Sektion Doc.Education statt.
„Kick it like Kurt“ wurde mit dem Münchner Bürgerpreis Gegen Vergessen – Für Demokratie 2011 ausgezeichnet.
„Ein sensibel formuliertes Plädoyer für die Werte, denen sich Kurt Landauer verpflichtet fühlte: Toleranz, Fairness und Weltbürgertum.“ (Süddeutsche Zeitung)
„Hervorragend gelingt es ihnen, Geschichte und Gegenwart in einen Dialog treten zu lassen.“ (Jüdische Allgemeine)
Am 14. Mai 2015 wurde der Film im Rahmen des 50-jährigen Jubiläums der deutsch-israelischen diplomatischen Beziehungen am Jerusalem Cinematheque in Israel gezeigt.